# Jordan Owens
Jordan Owens (Belfast, 9 luglio 1989) è un calciatore nordirlandese, attaccante del Crusaders.

## Carriera

### Club
Ha giocato nella prima divisione nordirlandese.

### Nazionale
Il 27 maggio 2011 esordisce contro il Galles (0-2).

## Palmarès

### Club

#### Competizioni nazionali
- Campionato nordirlandese: 2

Crusaders: 2014-2015, 2015-2016
- Irish Cup: 2

Crusaders: 2018-2019, 2021-2022